# カム・ポージー

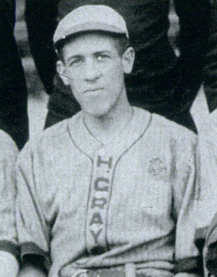
カム・ポージー（1913年）

カム・ポージー（Cumberland Willis "Cum" Posey, 1890年6月20日 - 1946年3月28日）は、アメリカ合衆国のニグロリーグで活躍した野球選手、後にニグロリーグの球団経営者。選手時代は右投げ右打ちだった。ペンシルベニア州ホームステッド生まれ。ホームステッド・グレイズに35年関わり、グレイズをニグロリーグの常勝チームに育て上げた。

## 来歴・人物
父はオハイオ川の渡し舟のエンジニアをしていたが、その後デルタコール社という会社のゼネラルマネージャー職にあった。また母はオハイオ州立大学で初めてのアフリカ系アメリカ人卒業生で、卒業後も教職についていた。ポージーはホームステッド高校を出て（スポーツマンとして名が通っていたそうである）、ペンシルベニア州立大学やピッツバーグ大学に1915年まで通っていた。
前後して1910年に、故郷ホームステッドの鉄鋼労働者を中心にグレイズというセミプロの野球チームが組織され、ポージーは1911年からこのチームに外野手として加わる。実力のあるクラブだったグレイズは徐々にその名を広め、対戦のオファーも舞い込むようになってきていた。ポージーは1912年からグレイズのマネージャーとしても働くようになり、グレイズの球団運営に関わっていくようになった。ニグロリーグが整備される前の1910年代、ホームステッド・グレイズはポージーの経営の元、多くのタレントを抱える人気球団に成長する。当時監督業もしていたポージーは、クラブハウス内の賭け事の禁止をはじめ、選手達をかなり厳しい規則の元に管理していたそうである。
1920年代に入ると、ホームステッド・グレイズは近郊にあったニグロリーグの球団ピッツバーグ・キーストーンズから、選手引き抜きなど様々な運営上の攻勢で苦しめられるようになる。よりしっかりした財政基盤の必要性を感じたポージーは、1922年にチャーリー・ウォーカーという男を球団経営に招き入れる。メジャーリーグのピッツバーグ・パイレーツの当時の本拠地だったフォーブス・フィールドの利用許可を取り付けるためだった。また1923年にイースタン・カラード・リーグが創設された年からチームの強化にも乗り出す。グレイズは1923年から1926年の4年間の戦績が実に140勝13敗という強力なチームになり、メジャーリーグ球団との交流試合でも勝ち越すほどの実力をつけていた。1929年にグレイズはニグロ・アメリカン・リーグに加盟したが、リーグが1年後に解体してしまい、1930年には再び独立系チームとして活動していた。この頃のグレイズは、オスカー・チャールストン、ジョシュ・ギブソン、ジュディ・ジョンソンなどのスター選手を多く抱え、戦績は163勝23敗にもなっていたという。
1931年に1つのピークを迎えた球団は、その後世界恐慌の影響などもあいまって経営が苦しくなり、この年を境に次々とスター選手を失っていく。財政難に直面したポージーは資金調達のためルーファス・ジャクソンを共同経営者に迎える。1930年代の球団の実質的な権限は資金供給者であるジャクソンが持っていた。ジャクソンの資金により再び息を吹き返したポージーは、1937年にバック・レナードとジョシュ・ギブソンをグレイズに呼び戻す。グレイズはこの年から9シーズン続けてニグロ・ナショナル・リーグを制覇する。また1940年にはグリフィス・スタジアムの利用許可を取り付け、グレイズは前述のフォーブス・フィールドとの間でホームゲームを振り分けて開催していた。当時グレイズの試合は1試合あたり3万人近い観衆を集めていたそうである。
グレイズの強さは1940年代に入っても相変わらずだったが、ポージーはこの頃から徐々に病魔に冒されていく。1年以上の闘病生活の後、1946年に肺ガンのためピッツバーグにて死去した。2006年にニグロリーグ特別委員会によりアメリカ野球殿堂入り。
前後するが、ポージーは1925年までモンティセロ・デラニーズというプロのバスケットボールチームにも所属していた。2年後、ポージーは今度は自らグレイズというバスケットボールのチームを組織し、後にこのチームは当時の強豪ニューヨーク・セルティックスを破るまでに実力をつけたという。